# Емилијен Пијо
Емилијен Пијо (фр. Emilien Puyo; Монте Карло, 22. јануар 2003) монегашки је пливач чија специјалност су трке делфин стилом на 100 и 200 метара. 

## Спортска каријера
Пијо је први наступ на међународној сцени имао као шеснаестогодишњак, а прво велико такмичење на ком је учествовао било је светско првенство у корејском Квангџуу 2019. године где се такмичио у две дисциплине. На 100 делфин је заузео 73, а на 200 делфин званично последње 47. место. 